# Gardabani
Gardabani (in georgiano გარდაბანი?) è un comune della Georgia, situato nella regione di Kvemo Kartli.